# Drahomír Vaňura
Drahomír Vaňura (8. března 1915, Moravské Bránice – 2. listopadu 1944 poblíž osady Bahníky) byl československý voják a příslušník výsadku Manganese.

## Život

### Mládí
Narodil se 8. března v Moravských Bránicích. Otec Jan pracoval u dráhy, matka Anna, rozená Chrástová byla v domácnosti. Měl dva bratry. Obecnou školu a čtyři třídy gymnázia absolvoval ve Zvolenu. Poté se v Novém Mestě nad Váhom vyučil elektromontérem. Maturitu získal v roce 1939 na Vyšší elektrotechnické průmyslové škole v Bratislavě. Po návratu do Čech pracoval jako montér a později jako úředník u ČSD. Vojenskou službu nevykonal z důvodu udělení studijního volna.

### V exilu
21. prosince 1939 se z Brna přes Maďarsko, Turecko, Sýrii a Bejrút dostal do Francie. Po prezentaci byl zařazen k telegrafnímu praporu. Bojů o Francii se nezúčastnil. 7. července 1940 se dostal do Anglie a byl zařazen ke štábní rotě a později přeložen k telegrafní. Absolvoval školu pro důstojníky a 28. října 1942 povýšen na svobodníka aspiranta.
Začátkem roku 1943 byl zařazen do výcviku pro zvláštní úkoly. Od 8. ledna 1943 do 10. dubna 1944 absolvoval základní sabotážní kurz, parakurz a speciální radiovou přípravu. Výcvik dále pokračoval v přípravě na civilní zaměstnání, konspiračním cvičením a již v hodnosti četaře aspiranta absolvoval pokračovací parakurz, spojovací cvičení a kurz práce s Eurikou a S-Phone. Výcvik zakončil opakovacím parakurzem. 2. května 1944 se s ostatními příslušníky své skupiny přesunul do Itálie.

### Nasazení
Dne 10. června 1944 po půlnoci byl s ostatními příslušníky skupiny vysazen poblíž Veľkých Uherců. Skupině se s obtížemi podařilo nalézt napojení na odboj (určitou dobu se ukrýval v Bratislavě) a dostat se do štábu pro přípravu SNP. Byl podřízen kpt. Krátkému a pracoval jako telegrafista. Po potlačení povstání společně s ostatními 28. října 1944 ustoupil na Donovaly. 2. listopadu byl poblíž obce Bahníky zastřelen příslušníky německých jednotek, kterými byl předcházející den při zátahu zajat.

### Po válce
Jeho tělo bylo 20. září 1945 exhumováno a 28. září 1945 pohřbeno s vojenskými poctami na hřbitově v Brně. 1. prosince 1945 byl in memoriam povýšen do hodnosti podporučíka spojovacích vojsk a dále na poručíka spojovacích vojsk. 18. července 1948 byl in memoriam povýšen do hodnosti nadporučíka spojovacích vojsk.

## Vyznamenání
- 1944 –  Pamětní medaile československé armády v zahraničí se štítky Francie a Velká Británie
- 1945 –  Československý válečný kříž 1939
- 1945 –  Československá medaile Za chrabrost před nepřítelem
- 1948 –  The Commendation for Brave Conduct[2] (Spojené království)